# Magic Maker ~Isekai Mahō no Tsukurikata~
Magic Maker ~Isekai Mahō no Tsukurikata~ (マジック・メイカー　～異世界魔法の作り方～ Majikku Meikā: Isekai Mahō no Tsukurikata?) es una serie de novelas ligeras japonesas escritas por Kazuki Kaburagi e ilustradas por Kururi. La serie comenzó a serializarse en línea en junio de 2017 en el sitio web de publicación de novelas generadas por usuarios Shōsetsuka ni Narō. Posteriormente fue adquirido por Media Factory, que ha publicado dos volúmenes desde mayo de 2020 bajo su sello MF Books. 
Una adaptación a manga con arte de Tomozo Nishioka se serializó a través de la aplicación Manga Doa desde junio de 2021 hasta febrero de 2023 y Mag Garden la recopiló en tres volúmenes de tankōbon. Una adaptación de la serie de televisión de anime producida por Studio Deen se emitió de enero a marzo de 2025.

## Sinopsis
Un hombre de treinta años que quería usar magia murió inesperadamente por paro cardíaco y cuando despertó, renació en otro mundo como Shion, una familia noble de clase media. Al principio, tenía grandes esperanzas de que hubiera magia en ese mundo, pero la magia no existía. Shion se deprimió y se volvió letárgico, pero un acontecimiento lo llevó a descubrir la existencia de la magia.
"Así es. Si no hay magia, la haré yo mismo".
Con esto en mente, Shion comenzó a investigar la magia a partir de ese día. Finalmente, a través de la propagación de una enfermedad que solo puede curarse con magia y un encuentro casual con un enemigo que solo puede ser derrotado con magia, Shion se convierte en un héroe que salva al mundo. Esta es la historia de un simple tonto mágico que, mientras es sacudido por el destino, lo supera con el poder de la magia y un espíritu de lucha indomable, y finalmente propaga la magia entre la gente.

## Personajes
Shion (シオン?)
 Seiyū: Megumi Han, Valca Ponzanelli (español latino)
El protagonista principal de la historia. Anteriormente era un hombre japonés de treinta años que falleció de un paro cardíaco y reencarnó como Shion en otro mundo dentro de una familia de clase media. Es bueno estudiando y tiene una personalidad tímida a la que le gusta estar solo. Comienza a estudiar "magia" con total fervor. Más tarde se revela que Shion es un descendiente de antiguos magos que eran mestizos entre humanos y demonios y que fue adoptado por su actual familia.
Marie (マリー Marī?)
 Seiyū: Ai Kakuma, Bonnie Miuller (español latino)
Rose (ローズ Rōzu?)
 Seiyū: Sora Amamiya, Susana Moreno (español latino)
Rafina (ラフィーナ Rafīna?)
 Seiyū: Yū Serizawa, Samantha Figueroa (español latino)
Brigitte (ブリジット Burijitto?)
 Seiyū: Aoi Koga, Jessica Ángeles (español latino)
Cole (コール Kōru?)
 Seiyū: Naoya Miyase, José Luis Piedra (español latino)
Gawain (ガウェイン Gauein?)
 Seiyū: Mitsuru Miyamoto, Aureliano Castillo (español latino)
Emma (エマ?)
 Seiyū: Megumi Toyoguchi, Mariana Ortiz (español latino)
Grast (グラスト Gurasuto?)
 Seiyū: Masayuki Akasaka, Raúl Solo (español latino)

## Contenido de la obra

### Novela ligera
La novela ligera fue escrito por Kazuki Kaburagi, Magic Maker ~Isekai Mahō no Tsukurikata~ comenzó su serialización en línea en el sitio web de publicación de novelas generadas por usuarios Shōsetsuka ni Narō el 9 de junio de 2017. Posteriormente fue adquirido por Media Factory, quien comenzó a publicarlo con ilustraciones de Kururi bajo su sello de novela ligera MF Books el 25 de mayo de 2020. Se publicaron dos volúmenes hasta diciembre de 2020.
| Volúmenes de novelas ligeras publicadas | Volúmenes de novelas ligeras publicadas | Volúmenes de novelas ligeras publicadas |
| Número                                  | Fecha de lanzamiento                    | ISBN                                    |
| --------------------------------------- | --------------------------------------- | --------------------------------------- |
| 1                                       | 25 de mayo de 2020                      | ISBN 978-4-04-064655-8                  |
| 2                                       | 25 de diciembre de 2020                 | ISBN 978-4-04-680072-5                  |

### Manga
Una adaptación de manga ilustrada por Tomozo Nishioka se serializó en la aplicación Manga Doa del 19 de junio de 2021 al 4 de febrero de 2023. Mag Garden recopiló los capítulos del manga en tres volúmenes de tankōbon desde diciembre de 2021 hasta febrero de 2023.
| Volúmenes de manga publicados | Volúmenes de manga publicados | Volúmenes de manga publicados |
| Número                        | Fecha de lanzamiento          | ISBN                          |
| ----------------------------- | ----------------------------- | ----------------------------- |
| 1                             | 9 de diciembre de 2021        | ISBN 978-4-8000-1153-4        |
| 2                             | 9 de agosto de 2022           | ISBN 978-4-8000-1226-5        |
| 3                             | 9 de febrero de 2023          | ISBN 978-4-8000-1297-5        |

### Anime
El 10 de julio de 2024 se anunció una adaptación de la serie de televisión de anime. La serie está producida por Studio Deen y dirigida por Kazuomi Koga, con Keiichirō Ōchi escribiendo los guiones de la serie, Takayuki Noguchi diseñando los personajes y Kei Yoshikawa y Kana Hashiguchi componiendo la música. La serie se emitió del 9 de enero al 27 de marzo de 2025 en TV Tokyo y otros canales. El tema de apertura es "Kirameki" interpretado por XIIX, mientras que el tema final es "Yoake no Uta" interpretada por Humbreaders. Crunchyroll obtuvo la licencia de la serie fuera de Asia.
El 13 de diciembre de 2024, Crunchyroll anunció que la serie había recibido un doblaje en español latino, la cual se estrenó el 8 de enero de 2025.